# Ablita grammalogica
Ablita grammalogica är en fjärilsart som beskrevs av Dyar 1914. Ablita grammalogica ingår i släktet Ablita och familjen nattflyn. Inga underarter finns listade i Catalogue of Life.